# Tuek Thla (gmina)
Tuek Thla – gmina (khum) w północno-zachodniej Kambodży, w środkowej części prowincji Bântéay Méanchey, w dystrykcie Seirei Saôphoăn. Stanowi jedną z 8 gmin dystryktu.

## Miejscowości
Na obszarze gminy położonych jest 6 miejscowości:
- Ba Nay
- Dei Lou
- Keab
- Phnum Bak
- Tuek Thla
- Tumnob Chrey